# Il mio amico Babbo Natale
Il mio amico Babbo Natale è un film per la televisione del 2005, diretto da Franco Amurri e scritto da Fausto Brizzi e Marco Martani. Gli interpreti principali sono Lino Banfi e Gerry Scotti. L'anno seguente, venne distribuito Il mio amico Babbo Natale 2, ufficialmente un sequel, ma con una trama non collegata.

## Trama
Achille Malerba è il direttore di una fabbrica di maionese e varie altre salse. Oltre ad essere un uomo ricco e fortunato, è anche egoista e disonesto, tanto da mettere nei guai persino Babbo Natale. Infatti Ezechiele, uno dei maggiori esponenti della società dei Babbi Natale (nonché egli stesso uno dei tantissimi Babbi Natale di cui la società dispone), essendo responsabile della zona riguardante l'Italia e del suo livello di bontà, viene urgentemente convocato dal Decano, capo di tutti i Babbi Natale. Per colpa di Achille l'indice delle buone azioni, il Buon Jones, è sceso a livelli bassissimi, fino a raggiungere il -34%. Il compito che viene assegnato ad Ezechiele è quindi quello di trasformare l'imprenditore in una persona buona in soli 12 giorni, prima della mezzanotte del 24 dicembre, ovvero la vigilia di Natale; se ciò non avverrà, il povero Ezechiele verrà trasferito nel reparto Costruzione Giocattoli, in cui risiedono i folletti che lui tanto odia, poiché lo prendono sempre in giro. La missione però risulta decisamente più difficile del previsto, essendo Malerba un vero e proprio mascalzone.
Ezechiele, tramite un incidente provocato da lui stesso, fa precipitare Achille da un'autostrada. Prima che Malerba si schianti al suolo, Babbo Natale Ezechiele blocca l'inevitabile caduta dell'automobile dell'imprenditore per poi entrarvi ed avvisare il terrorizzato Achille: se quest'ultimo prometterà di diventare più buono ed altruista nei confronti del prossimo, avrà salva la vita. Malerba accetta, ma la promessa, naturalmente, non viene mantenuta: infatti il direttore, tornato nella sua fabbrica di salse, tenta un approccio sessuale con Donatella, la donna delle pulizie dell'azienda, che lei riesce ad evitare, venendo poco dopo licenziata in malo modo da Achille per aver rotto accidentalmente l'urna con le ceneri della nonna e il primo uovo col quale la sua azienda produsse il primo barattolo di maionese. Riappare Ezechiele, il quale rinfaccia a Malerba di essere un bugiardo e di non aver mantenuto la parola data. Achille chiama quindi una sua commessa per farsi togliere di mezzo Babbo Natale, ma il caro Ezechiele risulta visibile soltanto agli occhi del malvagio imprenditore, infatti la donna non riesce a vedere l'uomo descrittogli minuziosamente da Malerba. Furioso, quest'ultimo sbatte fuori Ezechiele, licenziando, per ripicca nei confronti proprio di Ezechiele, un suo dipendente, Giuseppe, padre di quattro figli. Minaccia inoltre di fare lo stesso con tutti i suoi lavoratori, se il vecchio Babbo Natale continuerà a perseguitarlo. 
A questo punto, Ezechiele intuisce che l'unico modo per far cambiare Achille è quello di fargli sperimentare sulla sua pelle molte cattiverie. Innanzitutto modifica il colore della maionese di Malerba mettendolo nei guai, poiché a causa di ciò la sua fabbrica viene di molto "ridimensionata". Cercando di spostare i suoi capitali alle Isole Cayman, scopre che i suoi conti bancari (e quindi anche le sue carte di credito) sono bloccati da Ezechiele, che si finge maresciallo della Guardia di Finanza. Dopodiché, Achille torna a casa e scopre che sua moglie l'ha mollato per la vergogna che provava nei suoi confronti (essendo le sue carte di credito state bloccate) quindi Ottavio, il suo migliore amico, intrattiene una relazione con la moglie dell'imprenditore, divenendo in breve il suo nuovo compagno. Come se ciò non bastasse, la casa di Malerba finisce sotto sequestro su ordine di Ezechiele, che stavolta si finge professore affermando di aver ritrovato proprio nel centro della villa un obelisco egiziano appartenente ad un'antichissima necropoli. Achille, furibondo, gli giura vendetta, dicendogli di avere ancora tanti amici su cui poter contare, ma così non è: i suoi amici sono disgustati da lui per lo stesso motivo della moglie.
Così Achille, da imprenditore ricco e famoso, diventa un disoccupato al verde, senza amici e fissa dimora. Ridotto alla fame e costretto a dormire sotto un ponte ed a rubare cibo ai gatti per poter sopravvivere, una sera incontra l'ex addetta alle pulizie Donatella che, vedendolo in quelle pietose condizioni, lo porta a casa sua. Dopo qualche giorno Achille diventa un po' meno aggressivo e Lorenzo, il figlio di Donatella, comincia a fidarsi di lui. Una sera, Achille e Donatella escono insieme fuori a cena, lasciando Ezechiele a fare da baby sitter al piccolo Lorenzo. Credendo che quest'ultimo stesse dormendo, il caro Ezechiele, tramite le sue magie, mette in ordine la casa totalmente invasa dal disordine provocato dal bimbo e da lui stesso mentre i due giocavano assieme, non accorgendosi che Lorenzo lo stava spiando. Per giustificare quelle strane magie a cui il piccolo aveva assistito, Ezechiele promette al bimbo che, la sera del 24 dicembre, gli rivelerà la sua vera identità, a patto che Lorenzo non dica nulla di ciò che ha visto. Il bimbo accetta e ritorna a dormire.
Grazie a Lorenzo e Donatella, finalmente Achille diventa più calmo, buono e generoso, divenendo un uomo nuovo e fidanzandosi proprio con Donatella. Le giornate trascorrono tranquillamente, finché un giorno Lorenzo comunica a Malerba di dover andare a giocare la finale di basket della scuola. Achille ovviamente promette di assistere alla partita, ma il mattino del fatidico giorno, Malerba scopre grazie ad un suo giovane sottoposto che la sua maionese blu è diventata di moda e che, essendo assolutamente commestibile, ora è richiesta in tutto il mondo. Di conseguenza, la fabbrica dell'imprenditore è ritornata ad essere un punto di riferimento per il Nord Italia ed i ricavati della vendita della salsa tornano a salire alle stelle. Tutto ciò è avvenuto grazie al Decano dei Babbi Natale, il quale aveva deciso di mettere alla prova Malerba, con una cosiddetta "prova definitiva". Essendo su di giri per la riacquistata ricchezza, Achille si dimentica di assistere alla partita di Lorenzo, il quale, deluso, fugge dalla palestra della sua scuola elementare e non gioca la tanto attesa partita. Malerba viene così lasciato da Donatella, poiché la donna non vuole che Lorenzo soffra inutilmente come è già accaduto in passato, per colpa del padre del bambino che era scappato prima ancora che quest'ultimo nascesse.
La sera della vigilia di Natale Achille convoca una riunione straordinaria del Consiglio della sua fabbrica, in cui, tramite un bellissimo e significativo discorso, dice ai suoi colleghi che i sentimenti nella vita hanno massima priorità rispetto a tutto il resto, ed afferma che la sera della vigilia di Natale non si abbandonano le proprie famiglie per partecipare ad una riunione indetta dal proprio capo. Dopodiché, congeda i suoi dipendenti (i quali applaudono soddisfatti al discorso di Malerba) ed augura loro di trascorrere un buon Natale. È mezzanotte meno cinque: Ezechiele è riuscito a cambiare Achille, mantenendo quindi il proprio posto di Babbo Natale senza finire in mezzo agli odiati folletti nel reparto di costruzione dei giocattoli, benché abbia perduto quella famiglia a cui tanto si era affezionato. Riconoscendo i nobili sentimenti provati da Achille, Ezechiele decide di far tornare indietro il tempo, precisamente alle 14:40 della vigilia di Natale, permettendo così a Malerba di vedere la finale della partita di basket del piccolo Lorenzo, in programma alle 15:00. Tutto si conclude così per il meglio; la scena finale del film mostra Achille e Donatella abbracciati, mentre Lorenzo guarda Babbo Natale (ovvero Ezechiele, il quale pochi istanti prima aveva rivelato, come promesso, la propria vera identità al bambino) volare via con la slitta trainata dalle renne volanti.

## Produzione

### Cameo
In una scena Achille Malerba guarda dei telegiornali che parlano di lui: vengono mostrate Diletta Petronio del TG4 e Didi Leoni del TG5.

## Ascolti
| Prima TV Italia  | Telespettatori | Share  |
| ---------------- | -------------- | ------ |
| 19 dicembre 2005 | 7.949.000      | 32.76% |